# 孟居仁
孟居仁（1489年—？年），字體元，山西辽州人，民籍。

## 生平
治《春秋》，正德八年（1513年）山西鄉試第四十二名舉人，年三十五歲中式嘉靖二年（1523年）癸未科會試第三百七十四名，第三甲第二百十八名進士。初授行人司行人，六年九月选授刑科给事中，出为湖广按察司佥事，分巡下湖南道，驻长沙府。官至山东按察司副使，嘉靖十八年六月，巡按御史弹劾其贪暴，被黜为民。

## 家族
曾祖孟端，贡士。祖父孟賢，壽官。父孟隆，通判，贈湖广按察司佥事。母张氏，贈宜人。慈侍下。弟思仁、存仁。